# 维涅季人

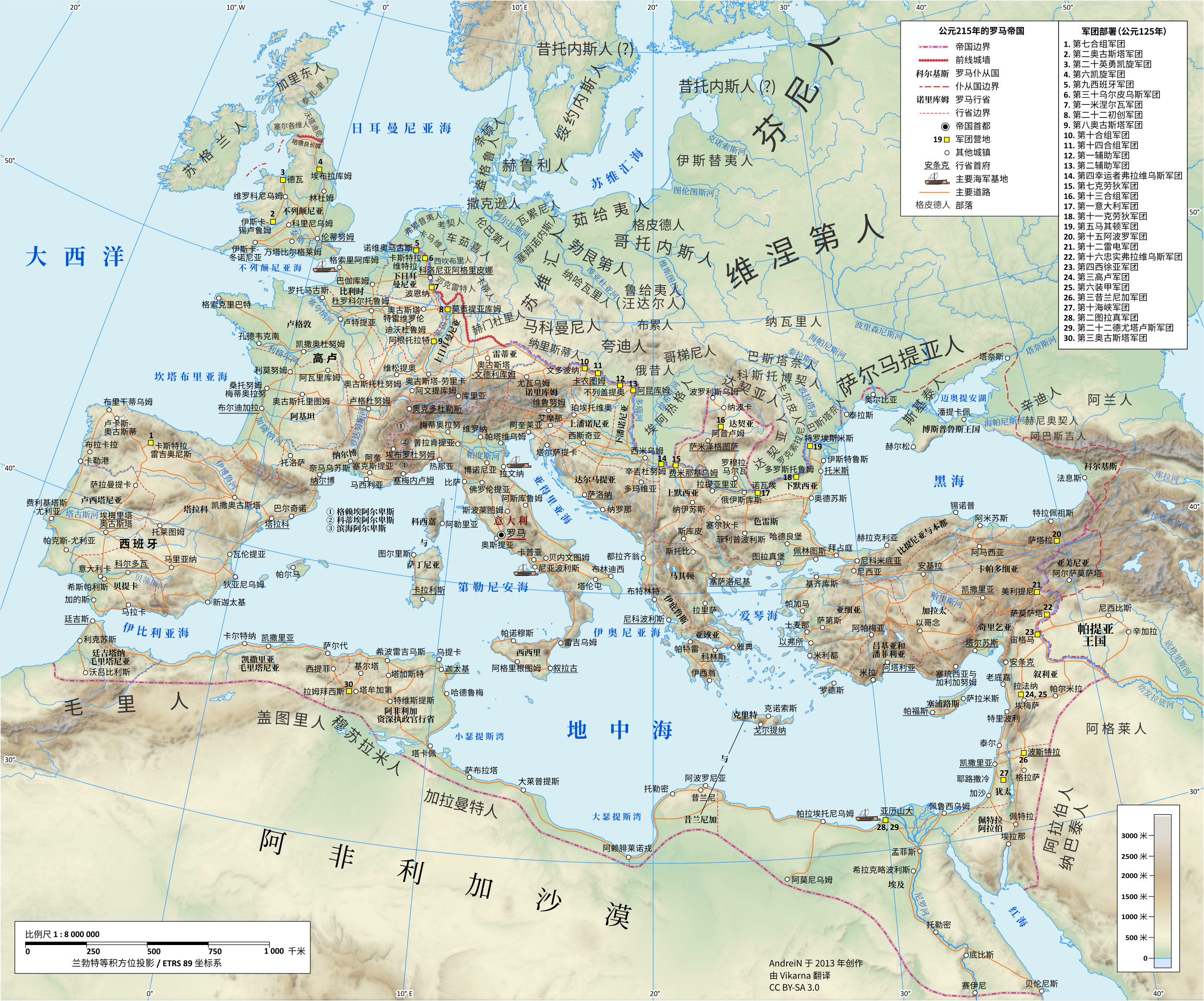
罗马帝国皇帝哈德良 （公元117-138年在位统治）时期，地图显示维涅季人位于维斯瓦河上游东欧平原地区。

维涅季人又称维涅第人、维涅提人、维内德人、凡奈第人、凡奈提人（英语：Venedi （页面存档备份，存于）或Vistula Veneti或Baltic Veneti）是一支在历史典籍上提到过的人类部族群。希腊和罗马的地理学家于欧洲东部发现了这个族群，此族群被现今历史学家怀疑为所有当今斯拉夫人的祖先。

波罗的-斯拉夫语族